# Jean Debucquoy
Jean Cyrille Debucquoy (Moeskroen of Namen, 8 januari 1914 - Tubeke, 2 december 2002) was een Belgisch volksvertegenwoordiger en senator.

## Levensloop
Jean Debucquoy was eerst textielarbeider en vervolgens bediende. Vanaf 1934 was hij vrijgestelde in de KAJ, daarna in het ACV.
In maart 1941 trad hij toe tot de Vrijwillige Arbeidsdienst in Wallonië en op 1 maart 1944 werd hij aangesteld op het Ministerie van Binnenlandse Zaken in het Bureau van Liquidatie van de Arbeidsdienst. Na de Bevrijding werd hij aangesteld om de geschiedenis van deze dienst te schrijven.
In 1946 werd hij opnieuw vrijgestelde binnen het ACV. In 1957 werd hij voor de PSC lid van de Kamer van volksvertegenwoordigers voor het arrondissement Brussel, wat hij bleef tot in 1961. Hij werd vervolgens in 1961 lid van de Senaat als provinciaal senator voor Brabant en vervulde dit ambt tot in 1974. Van 1971 tot 1974 was hij ook lid van de Franse Cultuuraad.
Van 1974 tot 1977 was hij kabinetsmedewerker bij minister Alfred Califice.

## Publicaties
- La réadaptation professionnelle, 1954.
- La participation aux bénéfices, 1956.
- Promotion des travailleurs et démocratisation de l'enseignement par la généralisation et l'humanisation des cours du soir, 1959.

## Archief
Het archief van Jean Debucquoy is gedeponeerd bij Arca - archives du monde catholique, Louvain-la-Neuve.